# Lars Kraume
Lars Kraume (Chieti, Italia; 24 de febrero de 1973) es un director, productor y guionista alemán. 

## Carrera
Lars Kraume creció en Fráncfort del Meno, a donde sus padres regresaron después de vivir y trabajar en Italia durante algunos años. Kraume conoció la fotografía y el cine cuando aun estaba en la escuela a través de su padre, quien trabajó en publicidad después de estudiar arte. Después de graduarse de la escuela secundaria, trabajó inicialmente como fotógrafo asistente y autónomo durante dos años. La ambición profesional de Lars Kraume era convertirse en fotoperiodista. Se formó como asistente de los fotógrafos publicitarios y de retratos Ralf Braun, Bernd Wagner y Fritz Dressler y en 1990, tras la caída del régimen de Ceaucescu, realizó un reportaje fotográfico sobre una escuela para discapacitados en Rumanía.  En 1992 realizó su primer cortometraje, 3:21, y se postuló para la Academia Alemana de Cine y Televisión (dffb) de Berlín. Su cortometraje estudiantil Life Is Too Short to Dance with Ugly Women (1996) recibió el premio al mejor cortometraje en el Festival de Cine de Turín. Completó sus estudios luego de cuatro años.  Recibió el premio Adolf Grimme en 2000 por su película de graduación Dunckel (1998), que se estrenó en televisión el 28 de octubre de 1999.  Su psicodrama televisivo Guten Morgen, Herr Grothe recibió el Premio de la Televisión Alemana en 2007en la categoría Mejor Director   y el Premio Adolf Grimme en 2008. 
Después de una década en la que filmó principalmente episodios de Tatort, Kraume se interesó cada vez por la historia contemporánea. El comienzo, El caso Fritz Bauer, fue un éxito.  En 2016 ganó con esta película seis premios del cine alemán, incluidos los de Mejor Película y Mejor Director.  Con La revolución silenciosa, que también se basa en hechos históricos, Kraume simplemente se "mudó" de Alemania Occidental a Alemania Oriental, pero permaneció en la misma década, los años cincuenta, e incluso más atrás en la historia alemana, hasta el primer genocidio del siglo XX. Su largometraje Der vermessene Mensch se presentó en la Berlinale 2023 y está basado en la novela Morenga de Uwe Timm. El drama histórico cuenta la historia de un joven etnólogo berlinés que presencia el genocidio herero y namaqua en África del Sudoeste Alemana a principios del siglo XX. El protagonista transgrede sus propios límites morales. 
Un segundo foco del trabajo más reciente de Kraume son sus adaptaciones cinematográficas de los dramas de Ferdinand von Schirach, que plantean explosivas cuestiones morales, cuya gravedad no está exenta de controversia, entre otras cosas porque, al igual que muchas producciones teatrales, piden directamente al espectador que tome una decisión interactiva. Así abordó Terror - Tu juicio (17 de octubre de 2016, ARD ) el dilema de si el acto de un individuo que, contrariamente a órdenes en contrario, intenta evitar un inminente acto de terrorismo con un gran número de muertes esperadas, sacrificando un número menor de vidas en su lugar.  Gott (23 de noviembre de 2020, ARD) puso de relieve el tema de la eutanasia, aunque ella fue despenalizada por la sentencia del Tribunal Constitucional Federal de Alemania del 26 de febrero de 2020. En la película, sin embargo, se intensifica el problema en la medida en que el deseo de ser ayudada a suicidarse lo expresa una persona que “sólo” sufre mentalmente después de un golpe del destino, pero no físicamente de manera masiva. 
Kraume vive en Berlín desde 1994, es padre de dos hijos y está casado con la historiadora del arte Lena Kiessler, quien le asesora en su trabajo y coescribe el guion de su serie de televisión sobre la Bauhaus Die Neue Zeit. 

## Filmografía
- 1996: Life Is Too Short to Dance with Ugly Women (dirección y guion) – Premio Ciudad de Turín en el Festival Internacional de Cine Joven de Turín 1997
- 1998: Dunckel (dirección y guion)
- 1999: Der Mörder meiner Mutter (dirección)
- 1999: Countdown zum Mord (dirección)
- 2001: Viktor Vogel – Commercial Man (dirección y guion) [16]
- 2003: Tatort: Sag nichts (dirección)
- 2005: Tatort: Wo ist Max Gravert? (dirección y guion)
- 2005: Kismet – Würfel Dein Leben! (dirección)
- 2005: Keine Lieder über Liebe (dirección, producción y guion)
- 2007: Guten Morgen, Herr Grothe (dirección)
- 2007: KDD – Kriminaldauerdienst (dirección episodios 3–6 y guion)
- 2008: Tatort: Der frühe Abschied (dirección)
- 2010: Die kommenden Tage (dirección, producción y guion)
- 2011: Tatort: Eine bessere Welt (dirección y guion)
- 2011: Tatort: Der Tote im Nachtzug (dirección y guion)
- 2012: Tatort: Es ist böse (guion)
- 2012: Tatort: Im Namen des Vaters (dirección y guion)
- 2013: Meine Schwestern (dirección y producción)
- 2013: Tatort: Wer das Schweigen bricht (guion)
- 2013: Tatort: Borowski y der brennende Mann (dirección)
- 2014: Tatort: Der Hammer (dirección y guion)
- 2015: El caso Fritz Bauer (dirección, guion con Olivier Guez)
- 2015: Familienfest (dirección)[17]
- 2015: Dengler: Die letzte Flucht (dirección y guion)
- 2016: Dengler: Am zwölften Tag (dirección, guion con Wolfgang Schorlau)
- 2016: Terror – Ihr Urteil (dirección y guion)
- 2017: Dengler: Die schützende Hand (dirección y guion)
- 2017: Der König von Berlin (dirección, guion)
- 2018: Das schweigende Klassenzimmer (dirección, guion)
- 2018: Das schönste Mädchen der Welt (guion)
- 2018: Dengler: Fremde Wasser (guion, zusammen con Wolfgang Schorlau)
- 2019: Die Neue Zeit (serie de TV, dirección)
- 2020: Gott von Ferdinand von Schirach (dirección)
- 2021: Furia (serie de TV, dirección)
- 2023: Der vermessene Mensch (dirección, guion)
- 2023: Die Unschärferelation der Liebe (dirección, guion con Dorothee Schön)

## Premios[18]
- 1997: Festival Internacional de Cine Joven de Turín - Premio Ciudad de Turín (Mejor Cortometraje Internacional) por La vida es demasiado corta para bailar con mujeres feas
- 1998: Premio Joven Talento del Studio Hamburg por Dunckel
- 2000: Premio Adolf Grimme en la categoría ficción/entretenimiento por Dunckel como director/guionista, junto con Andreas Doub (cámara) y Oliver Korittke (actor)
- 2006: Premio Alemán de Crimen Televisivo - Premio del Público por el episodio Tatort ¿Dónde está Max Gravert?
- 2007: Premio de la Televisión Alemana en la categoría Mejor Director por Guten Morgen, Herr Grothe
- 2007: Premio al cine para televisión de la Academia Alemana de Artes Escénicas por Guten Morgen, Herr Grothe
- 2008: Premio Adolf Grimme en la categoría de ficción por Guten Morgen, Herr Grothe como director, junto con Beate Langmaack (libro), Nessie Nesslauer (casting) y Sebastian Blomberg y Ludwig Trepte (interpretación)
- 2015: Premio Günter Rohrbach por El caso Fritz Bauer como director junto con Thomas Kufus (productor)
- 2015: Premio de Cine de Hesse en la categoría Mejor película por El caso Fritz Bauer
- 2016: Premio del Cine Alemán en la categoría Mejor Director por El caso Fritz Bauer
- 2017: Premio de la Televisión Alemana por Terror – Su veredicto (ARD) y Festival familiar (ZDF)
- 2018: Premio de la Paz del Cine Alemán – El puente para El aula silenciosa [19]